# Wolfgang Oberlinger
Wolfgang Oberlinger (* 19. Januar 1943) ist ein deutscher Architekt und Orgelbaumeister, dessen Familientradition im Orgelbau bis 1773 zurückreicht. Die 1860 gegründete Orgelbauwerkstatt wird von ihm in vierter Generation seit 2007 in der Oberlinger GmbH in Windesheim weitergeführt.

## Biografie
Wolfgang Oberlinger  erlernte nach seinem Architekturstudium an der Fachhochschule Mainz mit zusätzlichen Studien der Akustik an der Universität das Orgelbauhandwerk im elterlichen Betrieb und schloss mit dem Meisterbrief ab. Sein Diplomentwurf in der Fakultät Architektur war eine Kirche. Seine Diplomarbeit, die er unter dem Kirchenbauer Dipl.-Ing. Otto Spengler anfertigte, trägt den Titel: Das klangliche und architektonische Gestalten einer Kirchenorgel. 2. Betreuer war Friedrich W. Riedel vom Musikwissenschaftlichen Institut der Universität Mainz.
Wolfgang Oberlinger erhielt von der Handwerkskammer Koblenz den Meisterbrief im Orgelbauer-Handwerk sowie den offiziellen Titel als „Restaurator im Orgelbau- und Harmoniumbauer-Handwerk“ verliehen. Ebenso wurde er als öffentlich vereidigter Sachverständiger im Orgelbauhandwerk der Handwerkskammern Deutschlands (bis 19. Januar  2011) bestellt.
Wolfgang Oberlinger ist Mitglied der Architektenkammer Rheinland-Pfalz in Mainz und war zeitweise Vorstandsmitglied des Bund Deutscher Orgelbaumeister (BDO), München.
Von 1980 bis 2006 hatte er zusammen mit seinem Vetter Helmut Oberlinger die Geschäftsführung des Familienunternehmens Gebr. Oberlinger Orgelbau inne.
Neben seiner dortigen Tätigkeit und seiner Arbeit als Architekt war er Gründungs-Museumsdirektor des 2001 eröffneten Orgel Art Museums in Windesheim, das nach seinen Plänen zusammen mit seinem Vetter unter Mitwirkung der Architekten Hans Bergs, Jürgen Rothenberger und Anja Oberlinger konzipiert, geplant und gebaut wurde. Oberlinger ist Vorstandsvorsitzender zweier mit dem Museum verbundenen Vereine.
Außer seiner künstlerisch entwerfenden und organisatorischen Arbeit für sein Architekturbüro und für die von ihm 2007 neu gegründete Orgelbau- und -Entwurfsfirma Oberlinger GmbH (mit Außenstelle in Peking) betreibt er Forschungen im Bereich der Akustik und Thermik, sowie Versuche zur Verbesserung komplizierter technischer Strukturen im Orgelbau und die Suche, hierfür geeignetere Materialien zu finden. Diese Forschungsarbeiten werden teilweise zusammen mit dem Fraunhofer-Institut Kaiserslautern durchgeführt. Seit 2008 ist er alleiniger Gesellschafter und Geschäftsführer der Orgelbauwerkstatt. Prokuristin ist seine Frau Yue Oberlinger-Shen.

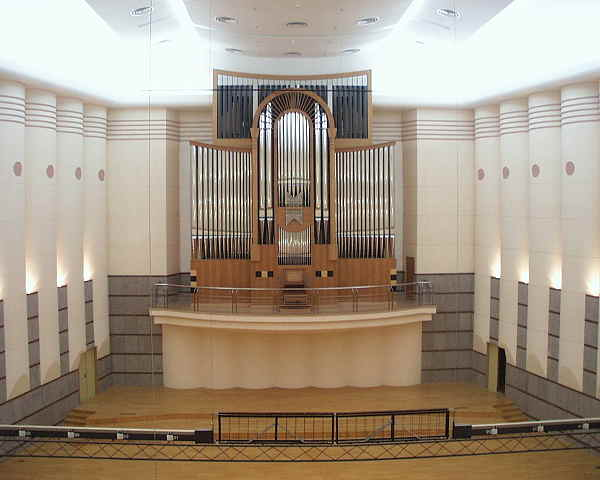
Orgel im großen Sendesaal und Konzerthalle des CNR China National Radio, Peking / China

Die von ihm und seinem Büro entworfenen Orgeln stehen in Kirchen, Kathedralen und Konzerthallen weltweit.
Beispiele:
- Saint Francis Xavier-Kathedrale, Nassau / Bahamas
- Dormition Abbey, Jerusalem / Israel
- Fine Art Center, University of Massachusetts Amherst / USA
- Großer Sendesaal und Konzerthalle von CNR China National Radio, Peking / China
- Zentralkonservatorium Peking
- Orgel in der Kathedrale am damaligen Präsidentenpalast des damaligen Staatspräsidenten Mobutu in Gbadolite / Demokratische Republik Kongo
- Gotthard-Kapelle, Mainzer Dom
- Chororgel Wormser Dom
- Mozarteum, Salzburg

## Publikationen
- Viele wissenschaftliche Veröffentlichungen über Akustik und Orgelbau neben anderen in:
  - Kunst und Kirche, Instrumentenbauzeitung, Das Münster, Ars Organi, Musik und Kirche und The Organist.
  - ISO International Society of Organbuilders, Heft 17: Der Standort der Orgel im Kirchenraum.
  - ISO International Society of Organbuilders, Heft 21: Akustik in der Kirche.
  - ISO International Society of Organbuilders, Heft 24: Zur Systematik und Gestaltung des Orgelaufbaues.
  - Acta Organologica, Band 17, Merseburger Verlag: Die Ästhetik der Technik einer Orgel.
  - mit I. Jakobs, P. M. Scholl: Basilika der Dormition-Abbey auf dem Berge Sion, Jerusalem, Die neue Oberlinger Orgel. Organo phon Verlag.
  - Information 1–8. Broschüren über den Orgelbau bei Oberlinger

## Fernsehproduktionen mit und über ihn (Auswahl)
- Eine Orgel für China. (ZDF, ARTE, 3SAT)
- Die Macher (SWF)
- Glaskasten (SWF).